# استیضاح یون سوک یول
در تاریخ ۱۴ دسامبر ۲۰۲۴، یون سوک یول، رئیس‌جمهور کره جنوبی، پس از طرح دومین درخواست استیضاح علیه خود که با شکست مواجه شد، توسط مجلس ملی استیضاح گردید. این اقدام در پی اعلام حکومت نظامی از سوی یون در ۳ دسامبر انجام شد که مجلس ملی آن را لغو کرده و یون سوک یول شش ساعت بعد به‌طور رسمی آن را پس گرفت.
هان دوک سو، نخست‌وزیر فعلی، تا تأیید نهایی برکناری دائم یون از سمت ریاست‌جمهوری توسط دادگاه قانون اساسی، به‌طور موقت مسئولیت ریاست‌جمهوری را بر عهده گرفت. در ۷ دسامبر ۲۰۲۴، درخواست استیضاح قبلی در مجلس به رأی گذاشته شد، اما به‌خاطر عدم حضور کافی نمایندگان برای رسیدن به حد نصاب لازم و خودداری اعضای حزب حاکم یعنی حزب قدرت مردم از شرکت در رأی‌گیری، این درخواست شکست خورد.
این استیضاح سومین استیضاح یک رئیس‌جمهور کره جنوبی است. رو مو هیون در سال ۲۰۰۴ استیضاح شد، اما دادگاه قانون اساسی او را به سمت خود بازگرداند. درحالی‌که پارک گون هه در سال ۲۰۱۷ استیضاح شد و پس از تأیید دادگاه قانون اساسی، از سمت خود برکنار شد.

## پس‌زمینه
تنها رئیس‌جمهوری که از طریق استیضاح از مقام خود برکنار شده، پارک گون هه است که در سال ۲۰۱۷ برکنار شد. رو مو هیون در سال ۲۰۰۴ به دلیل اتهاماتی مانند تبلیغات غیرقانونی انتخاباتی، بی‌کفایتی و سوءمدیریت اقتصادی استیضاح شد، اما دادگاه قانون اساسی او را از دو اتهام تبرئه کرد و اتهام باقی‌مانده را به اندازه‌ای جدی ندانست که موجب برکناری‌اش شود و به این ترتیب او توانست در سمت خود بماند.

### فرایند استیضاح
روند استیضاح در قانون اساسی دهم کره جنوبی که در سال ۱۹۸۷ تصویب شده، مشخص شده است. طبق ماده ۶۵، بند ۱، مجلس ملی می‌تواند رئیس‌جمهور، نخست‌وزیر یا سایر مقامات دولتی را در صورتی که در حین انجام وظایف خود، قانون اساسی یا دیگر قوانین را نقض کنند، استیضاح کند.
برای اینکه یک طرح استیضاح علیه رئیس‌جمهور فعلی تصویب شود، باید دو سوم اعضای مجلس ملی – یعنی ۲۰۰ نفر از ۳۰۰ عضو – به نفع آن رأی دهند. پس از تصویب، فرد مورد نظر بلافاصله از انجام وظایف خود معلق می‌شود تا حکم دادگاه قانون اساسی کره صادر شود. استیضاح فقط به برکناری از سمت عمومی محدود است و هیچ مجازات دیگری از طریق این روند اعمال نمی‌شود.
طبق قانون دادگاه قانون اساسی که در سال ۱۹۸۸ تصویب شد، این دادگاه باید حداکثر ظرف ۱۸۰ روز پس از دریافت هر پرونده‌ای برای رسیدگی، از جمله پرونده‌های استیضاح، تصمیم‌گیری کند. اگر متهم قبل از صدور حکم از سمت خود کناره‌گیری کرده باشد، پرونده مختومه می‌شود. برای برکناری رئیس‌جمهور، لازم است که شش نفر از نه قاضی به برکناری رأی دهند؛ اما با توجه به سه کرسی خالی، تمام شش قاضی باید رأی به برکناری بدهند. با این حال، هنوز مشخص نیست که آیا دادگاه در صورت وجود کرسی‌های خالی پرونده را بررسی خواهد کرد یا خیر.
اگر مجلس ملی رئیس‌جمهور را استیضاح کند، او بلافاصله از سمت خود معلق می‌شود و نخست‌وزیر به عنوان رئیس‌جمهور موقت منصوب می‌گردد. در صورتی که رئیس‌جمهور استعفا دهد یا توسط دیوان عدالت اداری برکنار شود، برگزاری انتخابات زودهنگام ریاست‌جمهوری در مدت ۶۰ روز الزامی است. در این مدت، نخست‌وزیر به عنوان رئیس‌جمهور موقت وظایف خود را ادامه می‌دهد تا رئیس‌جمهور جدید انتخاب شود.

### دعوت‌های قبلی برای استیضاح یون
در ژوئیه ۲۰۲۴، یک دادخواست آنلاین برای استیضاح یون در وبگاه مجلس ملی کره جنوبی شروع شد که بیش از یک میلیون امضا جمع کرد. طبق قانون، تمام دادخواست‌هایی که بیش از ۵۰٬۰۰۰ امضا دارند، باید توسط کمیسیونی در مجلس بررسی شوند. وبگاه دچار اختلال شد و بیش از ۲۲٬۰۰۰ نفر به‌طور همزمان در حال انتظار برای دسترسی به سایت بودند که زمان انتظار حدود ۳۰ دقیقه تخمین زده می‌شد. در نوامبر ۲۰۲۴، بیش از ۳٬۰۰۰ استاد و محقق از دانشگاه‌های مختلف نامه‌ای امضا کردند و از یون خواستند که استعفا دهد. یکی از مصاحبه‌کنندگان حدس زد که این نامه بیشترین تعداد امضا را از سوی دانشگاهیان از زمان اعتراضات دوران دولت پارک گون هه داشته است. در ۲۸ نوامبر، ۱٬۴۶۶ کشیش کاتولیک کره جنوبی نیز خواستار استیضاح یون شدند و بیانیه‌ای با عنوان چطور ممکن است یک انسان این‌طور باشد؟ (کره‌ای: 어째서 사람이 이 모양인가) صادر کردند. در این بیانیه ادعا شده بود که یون بازیچهٔ منافع خصوصی است که هیچ درک درستی از کارهایی که انجام می‌دهد یا هویت خود ندارد و اختیاراتی را که مردم به او واگذار کرده بودند به همسرش سپرده است.

### اعلامیه حکومت نظامی
در ۳ دسامبر، یون حکومت نظامی را در کره جنوبی اعلام کرد و گفت که این تصمیم برای دفاع از کشور در برابر نیروهای ضد دولتی ضروری است. نیروهای نظامی و پلیس تلاش کردند مانع ورود نمایندگان به تالار جلسات مجلس شوند که باعث درگیری‌هایی میان پلیس، نظامیان، معترضان و دستیاران نمایندگان شد. تمام ۱۹۰ نماینده حاضر در جلسه به‌طور یکپارچه خواستار لغو حکومت نظامی شدند و این فشار باعث شد که یون در حدود ساعت ۰۴:۰۰ (کی‌اس‌تی) در ۴ دسامبر حکومت نظامی را لغو کند.

## استیضاح

### اولین درخواست استیضاح
| رأی            | آراء                 |
| -------------- | -------------------- |
| بله            | شمارش نشد ۱۹۵ از ۳۰۰ |
| خیر            |                      |
| ممتنع          |                      |
| آرای نامعتبر   |                      |
| بدون رأی       | ۱۰۵ از ۳۰۰           |
| استیضاح ناموفق |                      |

پس از اعلام حکومت نظامی، تمامی شش حزب مخالف شامل حزب دموکراتیک، حزب بازسازی کره، حزب اصلاحات نوین، حزب پیشرو، حزب درآمد پایه و حزب دموکراتیک اجتماعی، طرح استیضاح یون را در جلسه علنی مجلس ملی در ۴ دسامبر به تصویب رساندند. رأی‌گیری برای ۷ دسامبر تعیین شد.
پس از برگزاری یک نشست اضطراری از سوی حزب قدرت مردم، رهبر این حزب، هان دونگ هون، ابتدا مخالفت قاطع و یکپارچه حزب با تلاش‌های استیضاح را اعلام کرد. با این حال، در ۶ دسامبر، هان فاش کرد که حزب قدرت مردم شواهدی دریافت کرده که نشان می‌دهد یون دستور داده است فرمانده اطلاعات ضدجاسوسی دفاع، یو این هیونگ، برخی از سیاستمداران برجسته از جمله خود هان را به اتهام «جرایم ضد دولتی» در زمان حکومت نظامی بازداشت کرده و آنها را در گواچون زندانی کند. این موضوع باعث شد هان از یون بخواهد که «هر چه زودتر از مقام خود کناره‌گیری کند» و هشدار دهد که اگر یون در قدرت بماند، شهروندان ممکن است با «خطر جدی» روبه‌رو شوند.
چند ساعت پیش از برگزاری جلسه مجلس ملی در ۷ دسامبر، یون بابت اعلام حکومت نظامی عذرخواهی کرد و آن را «تصمیمی ناامیدکننده که از سوی من، رئیس‌جمهور، به عنوان مقام نهایی مسئول امور کشور اتخاذ شد» توصیف کرد و وعده داد که که هرگز دوباره حکومت نظامی اعلام نخواهد کرد. او همچنین تعهد کرد که وظایف سیاسی خود را به حزب قدرت مردم واگذار کند. رهبر حزب دموکراتیک و رهبر اصلی اپوزیسیون، لی جه میونگ، عذرخواهی او را «ناامیدکننده» خواند و بر استعفا یا استیضاح یون تأکید کرد.
طرح دوم استیضاح

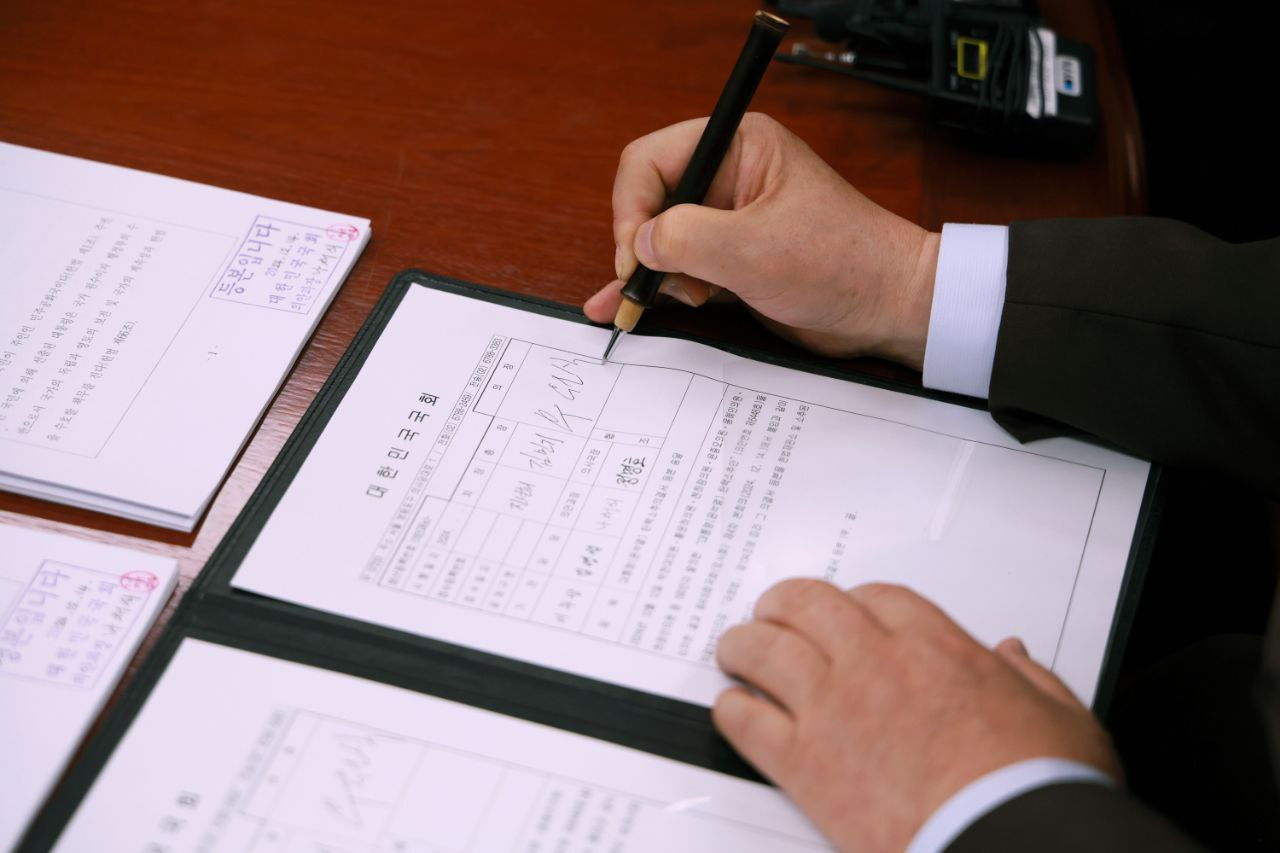
وو وون شیک قطعنامه‌ای را امضا کرد که استیضاح یون را تأیید کرد

در ۱۲ دسامبر، یون بیانیه ای صادر کرد که در آن قول داد «تا آخر بجنگد»، و در برابر فشار نسبت به استعفای خود مقاومت کرد و در برابر بیانیه یون، هان دونگ هون خواستار استیضاح یون شد و کمیته اخلاقی را برای بحث در مورد اخراج یون از حزب قدرت مردم (کره جنوبی) تشکیل داد. سپس در همان روز، حزب بازسازی کره دومین درخواست خود را برای استیضاح یون با رأی‌گیری برای ۱۴ دسامبر ۲۰۲۴ مطرح کرد.